# Шварцберг, Эммануил Рахмиелевич
Эммануил Рахмиелевич Шварцберг (30 марта 1923; неизвестно — 2 августа 2001; Санкт-Петербург) — советский и российский актёр театра и кино, мастер озвучивания (дубляжа), участник Великой Отечественной войны.

## Биография
Родился 30 марта 1923 года.
В годы Великой Отечественной войны — на фронте, служил в артиллерии, был ранен.
Выпускник ГИТИСа. В 1950-е годы был актёром Эстонского русского театра в Таллине, затем работал в ленинградском Академическом драматическом театре имени В. Ф. Комиссаржевской. С 1970-х по 1990-е годы актёр киностудии Ленфильм.
Ушёл из жизни 2 августа 2001 года в Санкт-Петербурге, в возрасте 78 лет.

## Оценочные мнения и критика
В издании сравнивали артистов и их роли, и был напечатан такого рода контекст: Если Э. Шварцберг, также интересно игравший эту роль, наполнял её известным драматизмом – умный, волевой, мучительно переживающий свои неудачи, то другая артистка..., указано тут .

## Фильмография

### Озвучивание
- 1961 — Сказание о любви — Ибн-Салам (роль Гургена Тонунца)
- 1964 — Буря над Азией — генерал (роль Александра Барушного)
- 1966 — Никто не хотел умирать — Донатас Локис (роль Регимантаса Адомайтиса)
- 1966 — Жигулёвское пиво (документальный) — закадровый текст
- 1966 — Тревожное утро — Тохтар Байтенов (роль Идриса Ногайбаева)

### Фильмография
- 1965 — Мятеж неизвестных (фильм-спектакль)
- 1965 — Залп «Авроры»

- 1970 — Ференц Лист — Грёзы любви — (эпизод)
- 1971 — Красный дипломат. Страницы жизни Леонида Красина — (эпизод)
- 1977 — Первые вёрсты (фильм-спектакль)
- 1977 — Матросы из Каттаро (фильм-спектакль)
- 1982 — Без видимых причин — (Синельников, штабс-капитан), озвучание — Гурген Тонунц
- 1983 — Семь крестиков в записной книжке (фильм-спектакль)
- 1983 — Два гусара (фильм-спектакль)
- 1984 — Завещание профессора Доуэля —  (хозяин ночного бара, наркоторговец)
- 1994 — Дожди в океане — (пожилой человек)

## Издательства
- Екатерина Боярская. Театральная династия Боярских. — ОЛМА Медиа Групп, 2007. — 426 с. — ISBN 978-5-373-00409-1.
- О времени и о себе. — ВТО, 1977. — 294 с.
- Русская сцена в Эстонии: очерки истории русского театра. — Авенариус, 1998. — 180 с. — ISBN 978-9985-834-30-5.